# We Want Miles
Pour les articles homonymes, voir We, Want et Miles.
Albums de Miles Davis
The Man with the Horn
(1981) Star People
(1983)
Clip vidéo
[vidéo] « Miles Davis - Jean Pierre (We Want Miles) », sur YouTube
We Want Miles (Nous voulons Miles, en anglais) est un double album jazz fusion enregistré en public, du compositeur et trompettiste américain de jazz Miles Davis, publié en 1982 par Columbia Records. Le matériau provient de l'enregistrement de trois concerts à Boston, New York, et Tokyo les 27 juin, 5 juillet et 4 octobre 1981. 

## Historique
Après une absence de près de six ans pour cause de santé (depuis ses derniers albums jazz fusion, l'album studio On the Corner, de 1972, et les enregistrements publics Agharta et Pangaea au Japon, de 1975), Miles Davis revient sur le devant de la scène avec son nouveau groupe, composé de Marcus Miller (guitare basse), Bill Evans (saxophones), Mike Stern (guitare électrique), Al Foster (batterie), et Mino Cinelu (percussions), et son nouvel album The Man with the Horn (1981), considéré comme relativement peu abouti et mineur mais annonçant cependant une nouvelle période riche de sa carrière.  
Les répétitions sont des séances tout à fait informelles d'improvisation. Cette manière de travailler, sans musique écrite au-delà des structures de chansons de base, est conforme au processus de création en jazz et correspond aux habitudes de Miles Davis. Son tube « Jean-Pierre » est une adaptation improvisée d'avant-garde jazz post-bop jazz fusion de la berceuse « dodo, l'enfant do »...
Les enregistrements de l'album sont réalisés en 1981, durant trois concerts aux États-Unis et au Japon, d'une nouvelle tournée internationale de Miles Davis  :
- 27 juin : au Kix Club de Boston
- 5 juillet : au Avery Fisher Hall du Kool Jazz Festival de New York
- 4 octobre : dans le quartier d'affaires Nishi Shinjuku de Tokyo au Japon

Miles Davis est alors une « légende vivante internationale du jazz » au sommet de sa célébrité, et ses concerts à guichets fermés attirent de nombreux artistes et célébrités du monde entier. Les enregistrements sont réalisés avec un studio mobile du Record Plant Studios de New York. Le concert de Tokyo du 4 octobre est également publié uniquement au Japon sur son album Miles! Miles! Miles! (en) de 1992. 
L'exposition  « We Want Miles - Miles Davis : le jazz face à sa légende », de la Cité de la musique à Paris, consacrée à Miles Davis, du 16 octobre 2009 au 17 janvier 2010, sous la direction du commissaire de l'exposition Vincent Bessières, est intitulée en référence à l'album éponyme,.

## Citation
« On annonça qu'il apparaîtrait au Kool Jazz Festival de Newport de 1981, à New York. L'excitation suscitée par ce concert atteignit de tels sommets que tous les tickets furent vendus en un clin d'œil. Et cette année-là, par une chaude nuit de juillet, Miles joua à l'Avery Fisher Hall devant une salle qui hurlait et l'acclamait. Tout le monde était debout. Ce concert (avec quelques morceaux issus de sa prestation au Kix, et d'autres de concerts que Miles joua au Japon plus tard cet été là) est conservé sur l'enregistrement live, We Want Miles, dans les bacs fin 1981 de Columbia. »

— Quincy Troupe, Miles Davis. Miles et moi, Castor Music, 2009

## Titres
Tous les titres sont des compositions de Miles Davis, sauf indications.
1. Jean-Pierre – 10:39
2. Back Seat Betty – 8:12
3. Fast Track – 15:13
4. Jean-Pierre – 3:56
5. My Man’s Gone Now (DuBose Heyward, George Gershwin) – 20:05
6. KIX 18:35

## Miles Davis sextet
- Miles Davis : trompette
- Marcus Miller : guitare basse
- Bill Evans : saxophone soprano et ténor
- Mike Stern : guitare électrique
- Al Foster : batterie
- Mino Cinelu : percussions

## Récompenses
- 1982 : 2e meilleure vente du classement des albums de jazz américains.
- 1982 : Grammy Awards de la meilleure performance instrumentale de jazz par un soliste.